# Haplopelma minax
Haplopelma minax är en spindelart som först beskrevs av Tord Tamerlan Teodor Thorell 1897.  Haplopelma minax ingår i släktet Haplopelma och familjen fågelspindlar. Inga underarter finns listade i Catalogue of Life.